# Supertaça Luso-Angolana
Der Supertaça Luso-Angolana (portugiesisch; auch Supertaça Portugal/Angola, Supertaça Compal) war ein Basketballwettbewerb. Der Pokal wurde ab 2009/10 zwischen den nationalen Meistern und Pokalsiegern Portugals und Angolas ausgespielt. Veranstalter waren die nationalen Basketballverbände der beiden Länder, die FAB aus Angola und die FPB aus Portugal. Hauptsponsor war der portugiesische Getränkekonzern Compal. 
Nachdem 2011/12 die Vertreter Mosambiks dazukamen, war geplant, später weitere lusophone Länder wie Brasilien und Kap Verde aufzunehmen.
Seit 2012/2013 wurde der Wettbewerb nicht mehr ausgetragen.

## Platzierungen
| Saison  | Sieger                | Platz 2               | Platz 3         | Platz 4               | Platz 5     | Platz 6      |
| ------- | --------------------- | --------------------- | --------------- | --------------------- | ----------- | ------------ |
| 2009/10 | SL Benfica            | CD Primeiro de Agosto | Petro de Luanda | AD Ovarense           | –           | –            |
| 2010/11 | CD Primeiro de Agosto | CRD Libolo            | FC Porto        | SL Benfica            | –           | –            |
| 2011/12 | Petro de Luanda       | FC Porto              | CRD Libolo      | CD Primeiro de Agosto | CAB Madeira | CD Maxaquene |